# NGC 1077A
NGC 1077 je galaksija u zviježđu Perzej.

## Vanjske poveznice
- SEDS: NGC 1077